# アトラル
株式会社アトラル'（attral Co.,Ltd.）は東京都中央区に本社を置く。